# Bisamberg
Bisamberg osztrák mezőváros Alsó-Ausztria Korneuburgi járásában. 2021 januárjában 4829 lakosa volt.

## Elhelyezkedése

Bisamberg a Korneuburgi járásban

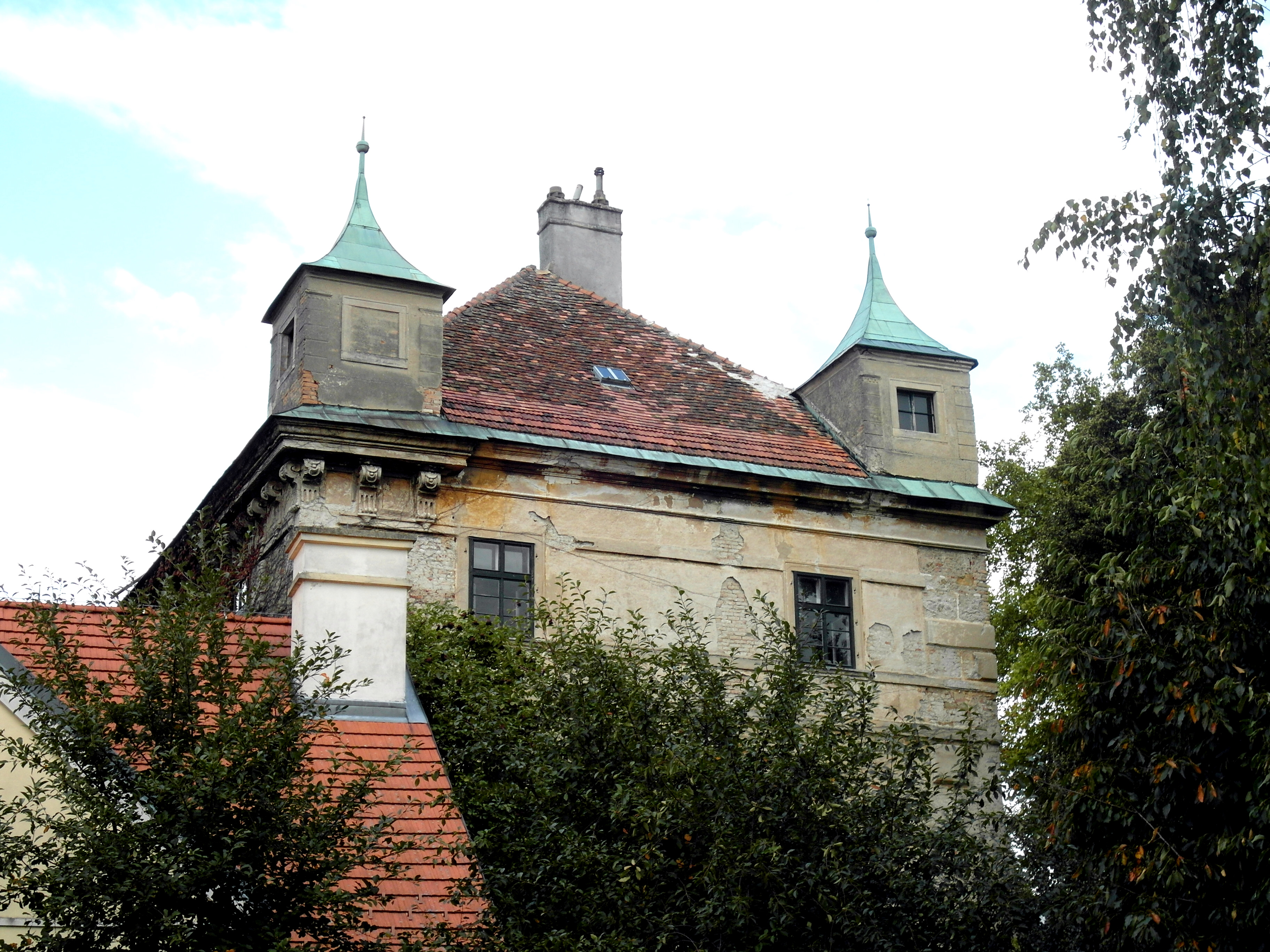
A bisambergi kastély

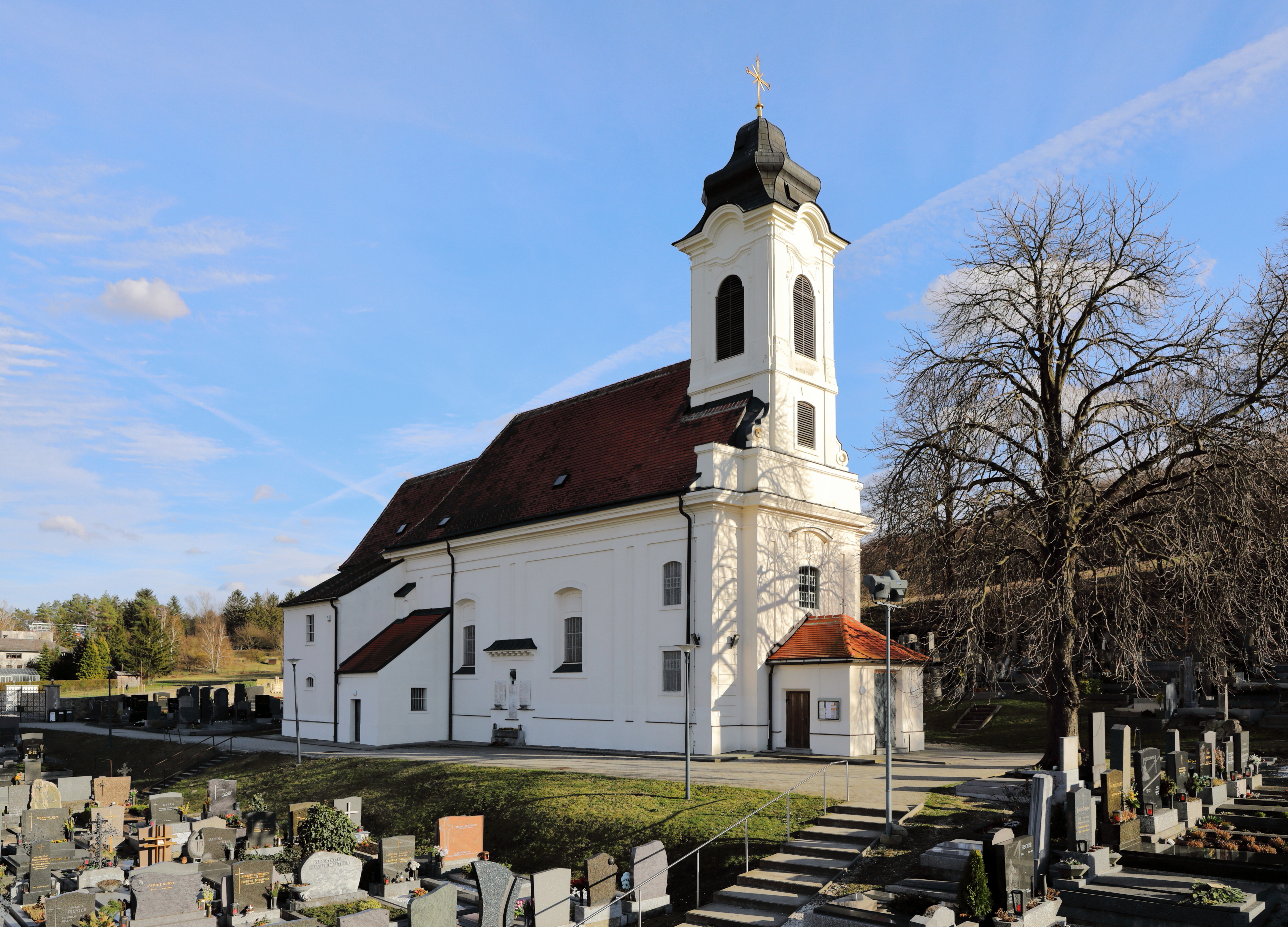
A Szt. Vitus-plébániatemplom

Bisamberg a tartomány Weinviertel régiójában fekszik Bécstől közvetlenül északra. Legfontosabb folyóvize a Donaugraben csatorna. Területének 23,9%-a erdő, 46,1% áll mezőgazdasági művelés alatt. Az önkormányzat 2 települést, illetve településrészt egyesít: Bisamberg (4219 lakos 2021-ben) és Klein-Engersdorf (610 lakos).
A környező önkormányzatok: délkeletre Bécs Floridsdorf kerülete, délnyugatra Langenzersdorf, északnyugatra Korneuburg, északra Leobendorf, keletre Hagenbrunn.

## Története
Bisamberget és Klein-Engersdorfot 1108-ban egy kolostori adománylevélben. A bisambergi templom 1203-ban szerepel először az írott forrásokban. 1241-ben a Magyarországot feldúló mongolok portyázói egészen Bisambergig eljutottak. 1428-ban a husziták felégették. 1474-84 között Mátyás magyar király tartotta megszállva. 1540-től egyházközségét a bécsi skót kolostor (Schottenstift) felügyelte, ők adták plébánosait. 1568-ban a sváb Johann Baptist Weber vásárolta meg a bisambergi uradalmat és reneszánsz kastélyt építtetett. A 17. században az Abensperg-Traun grófok szerezték meg a birtokot házasság révén. Bisamberget 1645-ben a császár ellen hadat viselő svédek kifosztották. 1661-ben a kastély leégett. 1683. augusztus 25-én Lotaringiai Károly Bisamberg mellett verte meg a Bécset ostromló törököket. 1784-ben II. József egyházrendeletét követően Bisamberg a passaui püspökségtől átkerült a bécsi érsekséghez. A napóleoni háborúk során 1805-ben és 1809-ben francia csapatok szállták meg a községet és rekvirálták el a lakosok javait. 1836-ban az első kolerajárvány 30 áldozatot követelt. 1841-ben egy gyújtogató felakasztásával végrehajtottak az utolsó kivégzést a bisambergi vesztőhelyen. 1866-ban a porosz háború során az ellenség megpróbálta megszállni a falut, de egy nyugdíjas huszárkapitány, Josef Dabsch vezetésével visszaverték őket.
Az első világháborúban 42 bisambergi esett el. 1927-ben bevezették az elektromosságot. 1938-ban az Anschlusst követően közigazgatási reformot hajtottak végre és Bisamberget beolvasztották Nagy-Bécsbe. A második világháborúban 46-an estek el a frontokon, és a háború végi harcokban 19 polgár vesztette életét és 23 ház dőlt romba. A háború után a községek visszanyerték önállóságukat.
A jelenlegi önkormányzat 1970-ben jött létre Klein-Engersdorf és Bisamberg községek egyesülésével. 1981-ben az önkormányzatot mezővárosi rangra emelték.

## Lakosság
A bisambergi önkormányzat területén 2021 januárjában 4829 fő élt. A lakosságszám 1961 óta erőteljesen gyarapodó tendenciát mutat, közel háromszorosára nőtt. 2019-ben az ittlakók 90,5%-a volt osztrák állampolgár; a külföldiek közül 3,6% a régi (2004 előtti), 3% az új EU-tagállamokból érkezett. 1,1% az egykori Jugoszlávia (Szlovénia és Horvátország nélkül) vagy Törökország, 1,8% egyéb országok polgára volt. 2001-ben a lakosok 73,4%-a római katolikusnak, 4,4% evangélikusnak, 1,8% mohamedánnak, 15,4% pedig felekezeten kívülinek vallotta magát. Ugyanekkor 19 magyar élt a mezővárosban; a legnagyobb nemzetiségi csoportot a németek (92,5%) mellett a horvátok alkották 0,8%-kal.
A népesség változása:

| 2016 | 4 638 |
| 2018 | 4 729 |

## Látnivalók
- a bisambergi kastély
- a Keresztelő Szt. János-plébániatemplom
- A klein-engersdorfi Szt. Vitus-plébániatemplom
- az 1713-ban emelt pestisoszlop

## Fordítás
- Ez a szócikk részben vagy egészben  a   Bisamberg című német Wikipédia-szócikk ezen változatának fordításán alapul.  Az eredeti cikk szerkesztőit annak laptörténete sorolja fel. Ez a jelzés csupán a megfogalmazás eredetét és a szerzői jogokat jelzi, nem szolgál a cikkben szereplő információk forrásmegjelöléseként.